# Chiesa dell'Annunziata Nuova
La chiesa dell'Annunziata Nuova, nota anche come chiesa del Rosario, è un edificio religioso di Collesano.

## Storia
In origine la chiesa fu affidata ai Domenicani dell'annesso convento, si presenta ad una navata. Custodisce tele del '600, un gruppo marmoreo cinquecentesco e un interessante sarcofago del 1402 con le spoglie di alcuni conti collesanesi, quali Antonio Ventimiglia, la moglie Elvira Moncada, la figlia Costanza e Pietro II Cardona.

## Opere
- 1623, Madonna del Rosario e Santi, opera commissionata dalla Società del Santissimo Rosario a Gaspare Vazzano.